# Robert Maillart

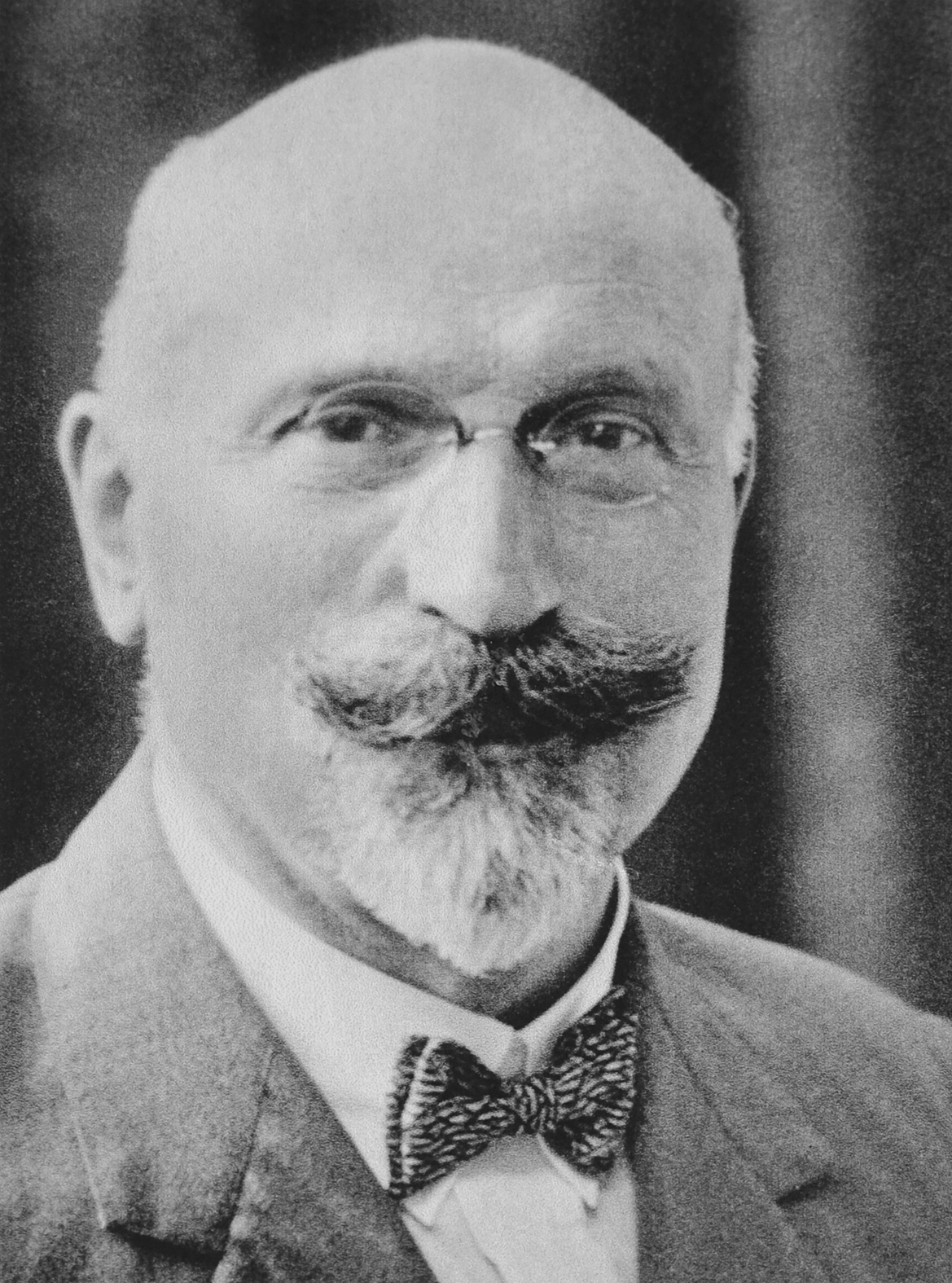
Robert Maillart.

Robert Maillart, född den 6 februari 1872 i Bern, Schweiz, död den 5 april 1940, var en schweizisk arkitekt, mest känd för konstruktivt djärva, linjesköna broar i armerad betong.

## Biografi
Maillard studerade Polytechnikum (nuvarande ETH) I Zürich. Han utmärkte sig inte speciellt i akademiska ämnen, men förstod nödvändigheten av att göra antaganden och visualisera dessa när man analyserar en struktur. Han återvände till Bern och arbetade i tre år hos Pumpin & Herzog (1894-1896) och därefter två år för staden Zürich, samt i ett par år i ett privat företag där.
År 1902 etablerade Maillart sin egen firma, Maillart & Cie och 1912 flyttade han med sin familj till Ryssland, medan han ledde uppförandet av stora projekt för fabriker och lager i Charkiv, Riga och St Petersburg. Ryssland var under industrialisering, med hjälp av schweiziska investeringar. 
Omedveten om utbrottet av första världskriget, blev Maillart fängslad i landet med sin familj. När den kommunistiska revolutionen 1917 nationaliserade hans tillgångar förlorade han sina projekt och uppdrag. När han återvände till Schweiz var han utfattig och skuldsatt till schweiziska banker. Han tvingades att arbeta för andra företag men de främsta av hans konstruktioner var fortfarande inte realiserade. År 1920 flyttade han till ett ingenjörskontor i Genève.

## Betongbroar

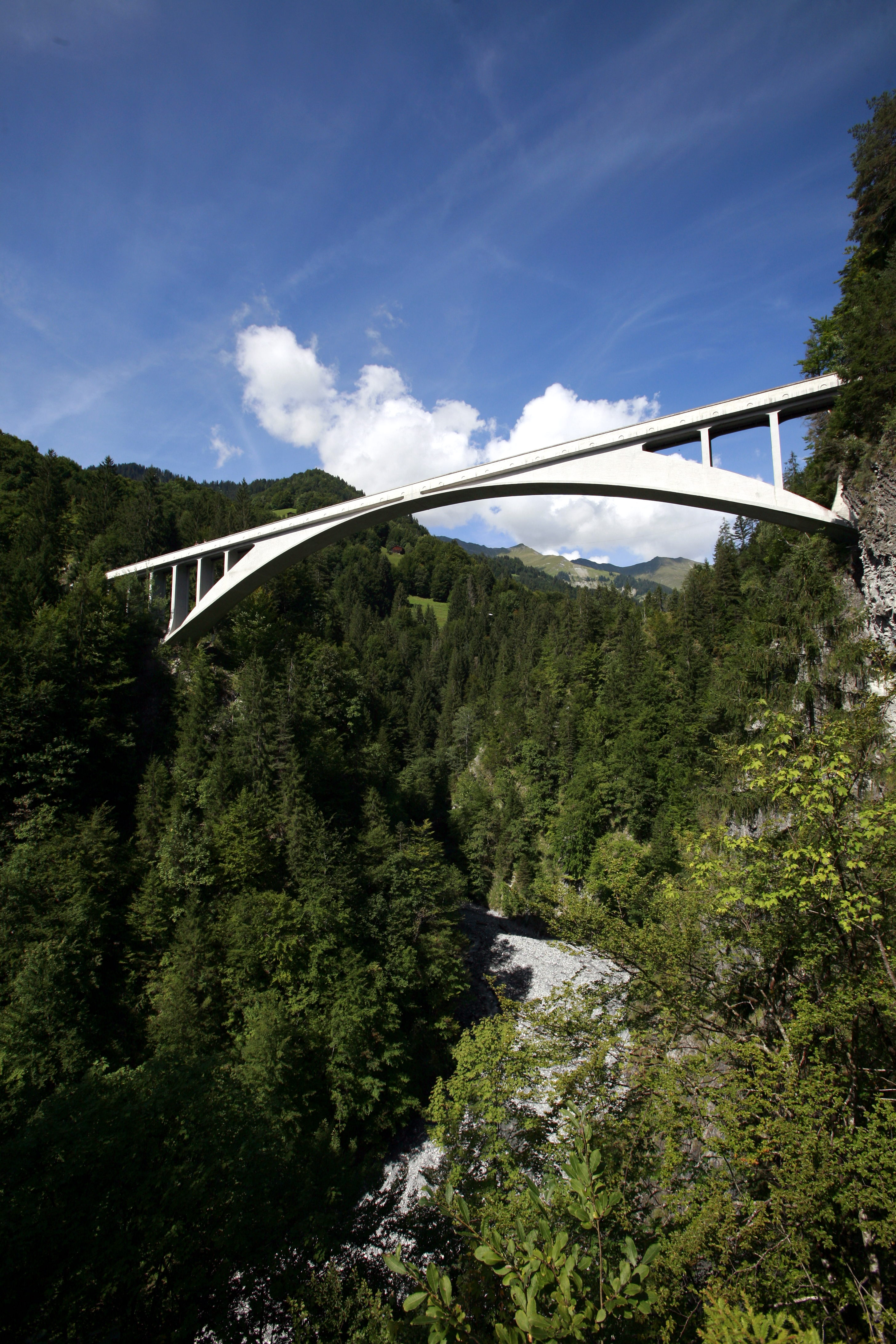
Salginatobelbron.

Maillart hade en intuition för att utnyttja betongens estetiska egenskaper. Han konstruerade treledade valv i vilka däck och spann kombineras till att utgöra nära integrerade strukturer som utvecklats till stelnade bågar av mycket tunn armerad betong och betongplattor. Salginatobelbron (1930) och Schwandbachbron (1933) är klassiska exempel på Maillarts treledade bågbroar och däckförstyvade bågbroar. De är kända för sin elegans och sitt inflytande på senare design och konstruktion av broar.
Dessa konstruktioner gick utöver de vedertagna gränserna för betongutformning på Maillarts tid. Båda de nämnda broarna är bra exempel på Maillarts förmåga att förenkla designen för att möjliggöra maximalt utnyttjande av materialet och att införliva den naturliga skönheten i strukturens miljö. 
Vald bland 19 deltagare i en designtävling, delvis på grund av den låga kostnaden för hans förslag, började Maillart byggandet av Salginatobalbron i Schiers, Schweiz år 1929. Den öppnades den 13 augusti 1930.
Maillart är också känd för sin revolutionerande pelardesign i ett antal byggnader. Han konstruerade det första ”svamptaket” för ett lager i Zürich, tillsammans med behandling av betongvalvet som en platta snarare än att förstärka den med balkar. Ett av hans mest kända är kolonnerna i vattenfiltreringsanläggningen i Rorschach, Schweiz. 
Maillart beslutade att överge standardmetoderna för att skapa "en mer rationell och vackrare europeisk metod för byggande". Hans utformning av kolonnerna inkluderade konade toppar för att minska böjmomentet i balkarna mellan kolonnerna. Kolonnerna bildade små valv för att överföra laster från takbjälkarna i kolumnerna.

## Hedersbetygelser
- 1936 vald till Fellow vid Royal Institute of British Architects (RIBA).
- 1947, utställning om Robert Maillart på Museum of Modern Art[1] i New York presenterade hans broar och designarbete.
- Salginatobelbron har förklarts som ett schweizisk kulturarv av nationell betydelse .
- 1991 American Society of Civil Engineers förklarade Salginatobelbron som en internationell Historic Civil Engineering Landmark.
- 2001, den brittiska branschtidningen, Bro - Design och teknik, röstade fram Salginatobelbron som "århundradets vackraste bro".

·